# 里港線
里港線，為過去位於臺灣屏東縣屏東市、九如鄉、里港鄉，由臺灣製糖株式會社阿緱工場（今台糖屏東總廠）經營之輕便鐵路。今已廢止。

## 線路簡介
昭和19年（1944年）出版之中所載之里港線辦理客運路段為官鐵屏東站經工場折返至九塊（今九如）及里港，共計15.8公里、14座乘降場。於《臺灣百年歷史地圖》之1942年日治二萬五千分之一地形圖（昭和修正版）中所見里港線尚有向東北延伸，跨越隘寮溪進入高樹終至舊寮，然里港=舊寮段並無設置乘降場，應與高樹舊庄分歧之加蚋埔支線及高樹分歧之青埔尾支線同為原料專用線。又屏東市與九如鄉交界之崇蘭=下冷水坑段，於1944年日治二萬五千分之一地形圖（航照修正版）中仍可見其為直線路段，然於戰後地圖中所見因屏東北機場設置，崇蘭=下冷水坑段由原本的直線段改線，於原崇蘭乘降場前右轉東行經和興後北轉，沿機場跑道邊緣至隘寮溪排水溝附近接回原線路，里程增加約1.7公里。

## 路線資料
- 經營管轄：臺灣製糖株式會社（今台灣糖業公司）
- 路線距離：屏東（官鐵屏東）＝工場=里港乘降場間15.8公里
- 軌距：762mm
- 曾設立車站數：14
- 雙線區間：全線單線
- 電化區間：無

## 車站一覽
| 里港線（屏東─里港乘降場）                       |      |              |
| *車站及里程數參照《臺灣私設鐵道乘合バス運賃表》 |      |              |
| 車站名                                          | 里程 | 所在地       |
| 屏東                                            | 0    | 屏東縣屏東市 |
| 工場                                            | 1.0  | 屏東縣屏東市 |
| 新番仔埔                                        | 2.2  | 屏東縣屏東市 |
| 火燒                                            | 3.3  | 屏東縣屏東市 |
| 北勢頭                                          | 3.9  | 屏東縣屏東市 |
| 崇蘭                                            | 5.4  | 屏東縣屏東市 |
| 下冷水坑                                        | 7.8  | 屏東縣九如鄉 |
| 九塊                                            | 9.5  | 屏東縣九如鄉 |
| 大邱園                                          | 11.0 | 屏東縣九如鄉 |
| 三塊厝                                          | 11.9 | 屏東縣九如鄉 |
| 塔樓                                            | 13.5 | 屏東縣里港鄉 |
| 崎仔頭                                          | 14.2 | 屏東縣里港鄉 |
| 里港                                            | 15.4 | 屏東縣里港鄉 |
| 里港乘降場                                      | 15.8 | 屏東縣里港鄉 |

## 外部連結
- 臺灣百年歷史地圖 （页面存档备份，存于）